# Меэньери, Пьер
Пьер Меэньери (фр. Pierre Méhaignerie; род. 4 мая 1939[…], Balazé) — французский политик, министр юстиции (1993—1995).

## Биография
Родился 4 мая 1939 года в Балазе (департамент Иль и Вилен), окончил Высшую национальную агрономическую школу. Профессиональную карьеру начал преподавателем в Тунисе, затем возглавил департаментскую службу сельского хозяйства в Бордо. В 1969 году назначен парламентским представителем в секретариате министра сельского хозяйства Жака Дюамеля и продолжил работу в секретариате Дюамеля после получения тем в 1971 году портфеля министра по делам культуры. В 1973 году впервые избран в Национальное собрание при поддержке Центра «Демократия и прогресс» от третьего округа департамента Иль и Вилен (город Витре). В 1974 году вышел из партийной фракции, которая поддержала кандидатуру Жака Шабан-Дельмаса на президентских выборах, и выступил при подготовке к первому туру голосования за Жискар д’Эстена.
В 1977 году был избран мэром города Витре и бессменно занимал эту должность в течение 43 лет, передав мандат 25 мая 2020 года своей единомышленнице, лидеру департаментского отделения голлистской партии «Республиканцы» Изабель Ле Калленнек, получившей на выборах 27 голосов муниципальных депутатов из 33 (оппозиционеры подали незаполненные бюллетени). Ранее, 15 марта 2020 года официально беспартийная коалиция во главе с Ле Калленнек победила на муниципальных выборах с результатом 55,62 %.
С 1977 по 1981 год Меэньери занимал пост министра сельского хозяйства во втором и третьем правительствах Раймона Барра.
В 1986—1988 годах являлся министром инфраструктуры, жилищного хозяйства, развития территорий в правительстве Жака Ширака. Ещё в 1984 году Меэньери предложил программу расширения доступа французов к жилью посредством снижения на 5 % налогооблагаемой базы доходов французов, сдающих квартиры и дома в аренду. 
Как лидер партии Центр социальных демократов после переизбарния социалиста Франсуа Миттерана президентом в 1988 году вёл переговоры с социалистическим премьер-министром Мишелем Рокаром о формировании правительственной коалиции, которые закончились ничем. 
В 1993 году получил портфель министра юстиции в правительстве Балладюра и после роспуска Кабинета в седьмой раз переизбран в Национальное собрание 18 июня 1995 года, вернув себе депутатское кресло, которое с 1993 года занимала Даниэла Дюфё, замещавшая его на время работы в исполнительной власти.
В 1995—1997 и в 2002—2007 годах возглавлял Финансовую комиссию Национального собрания.
В 2002 году вступил в Союз за народное движение, в 2004—2007 годах являлся его генеральным секретарём, затем — заместителем председателя. В 2012 году новым лидером партии был избран Жан-Франсуа Копе, после чего Меэньери перешёл в Союз демократов и независимых, возглавляемый Жаном-Луи Борлоо.
С 2007 по 2009 год председательствовал в Комиссии по делам культуры, семьи и социальным вопросам Национального собрания, с 2009 по 2012 год — в Комиссии по социальным вопросам.

## Личная жизнь
В 1965 году Пьер Меэньери женился на американке Джулии Хардинг.